# Zeuneriana burriana
Zeuneriana burriana är en insektsart som först beskrevs av Boris Petrovich Uvarov 1935.  Zeuneriana burriana ingår i släktet Zeuneriana och familjen vårtbitare. Inga underarter finns listade i Catalogue of Life.